# ArcelorMittal Poland Oddział w Świętochłowicach
Huta Florian (obecnie ArcelorMittal Poland S.A. Oddział w Świętochłowicach) – huta żelaza w Świętochłowicach.
Zakład obecnie zajmuje się produkcją blach ocynkowanych i powlekanych lakierami oraz profili, od 1979 roku nie posiada wielkich pieców hutniczych, a stalownia przestała pracować w pierwszej połowie lat 90.

## Kalendarium

### XIX wiek
W 1828 r. hrabia Karol Łazarz Henckel von Donnersmarck z linii ewangelickiej świerklaniecko-tarnogórskiej kupił gospodarstwo rolne Mniszeniec (15 ha) od młynarza Bendzika i na miejscu zburzonego młyna rozpoczął budowę huty żelaza. Nazwał ją „Bethlen-Falva”, nawiązując w ten sposób do Betlanoviec, węgierskiej siedziby rodziny Turzonów, z którą Hencklowie byli blisko spokrewnieni. W skład huty weszły m.in. 13-metrowy wielki piec opalany koksem oraz pudlingarnia, żeliwiak i poruszana maszyną parową walcownia sztab. Budowa zakończona została z początkiem lat 30. XIX wieku. Węgiel sprowadzano z kopalni „Fausta”.
W 1840 r. huta została wydzierżawiona Franciszkowi Winklerowi, a w 1848 r. kupcowi wrocławskiemu Adolfowi Proboesowi, który z początkiem lat 50. ogłosił bankructwo zakładu. Zakład przejął Guido Henckel von Donnersmarck (syn Karola Łazarza), który przekazał go w 1898 r. spółce „Eisen- und Stahlwerk Bethlen-Falva” z siedzibą w Świętochłowicach.
Nowa spółka szybko rozpoczęła modernizację i rozbudowę huty – wybudowano trzeci wielki piec, pudlingarnię zastąpiono trzema piecami martenowskimi, a także oddano do użytku walcownię średnią. Pod koniec XIX w. załoga huty „Falva” liczyła ponad 700 osób.

### XX wiek

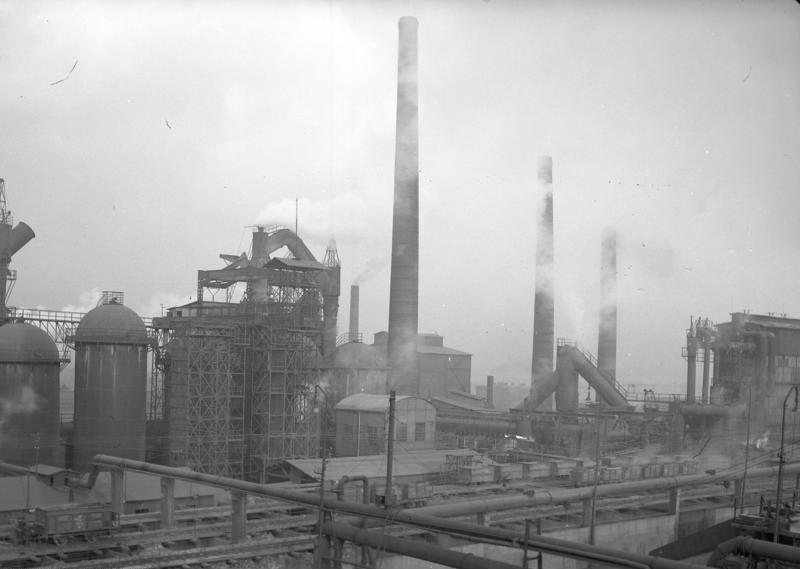
Huta Florian w 1939 roku

W 1902 r. wybudowano walcownię zimną, a w 1903 r. odlewnię szarego żeliwa i 3 nowe walcownie gorące. W 1906 r. zarząd spółki „Bismarck” (dzisiejsza Huta „Batory”) kupił spółkę „Eisen- und Stahlwerk Bethlen-Falva”. W roku 1922 huta „Bethlen-Falva” była jedną z najnowocześniejszych na terenie odrodzonego Państwa Polskiego, produkując wysokiej jakości stal, blachy oraz żeliwo.
3 czerwca 1929 r. huta wraz z innymi zakładami wchodzi w skład Katowickiej Spółki Akcyjnej dla Górnictwa i Hutnictwa. W 1934 r. nadzór nad spółką przejęło państwo polskie, a już w 1936 r. zmieniono nazwę „Falva” na „Florian”.
W roku 1939 na terenie zakładu istniało siedem podstawowych wydziałów produkcyjnych: koksownia, wielkie piece, stalownia, walcownia gorąca, walcownia zimna oraz podkowiarnia. Produkowano w tym czasie około 200 tys. ton stali rocznie. W okresie II wojny światowej huta przeszła pod zarząd niemiecki. Oprócz wyrobów stalowych na rynek cywilny, produkowano także na potrzeby Wehrmachtu m.in. części do karabinków Mauser 98k.
Po zakończeniu działań wojennych huta „Florian” była jedną z hut śląskich, która najwcześniej uruchomiła ponowną produkcję (wielkie piece rozpoczęły wytop w lutym 1945 roku). W okresie PRL huta „Florian” uległa ponownym przemianom. Ze względu na przestarzałą technologię wygaszono i rozebrano w latach 70. XX w. wielkie piece. Zatrudnienie w tamtym okresie wynosiło 5937 pracowników. W roku 1976 otwarto nowy wydział blach powlekanych. Umożliwiło to produkcję blachy ocynkowanej oraz lakierowanej. W latach 80. XX w. wyłączono z eksploatacji koksownię, a w 1996 r. wygaszono ostatni piec martenowski.

### XXI wiek
19 listopada 2001 Huta Florian została zamieszczona w wykazie hut podlegających restrukturyzacji. 1 stycznia 2003 roku huta weszła w skład koncernu – Spółki Polskie Huty Stali S.A. pod nową nazwą Oddział Huta Florian. Tego samego roku (27 października) nastąpiła sprzedaż udziałów Skarbu Państwa w Polskich Hutach Stali S.A. kontrolowanej przez hinduskiego biznesmena Lakshmi Mittala Spółce LNM Holdings NV. Od 14 stycznia 2005 roku zakład wszedł w struktury największego koncernu stalowego świata.
W maju 2006 r. zakończono produkcję w walcowni taśm zimnowalcowanych, która od początku 2003 r. produkowała znikome ilości blachy. W 2007 roku oddano do użytku nowoczesną linię powlekania blach.